# Sverre Strandli
Sverre Strandli (ur. 30 września 1925 w Brandval, zm. 4 marca 1985 w Charlottebnergu) – norweski lekkoatleta, który specjalizował się w rzucie młotem.

## Kariera
Trzykrotny uczestnik igrzysk olimpijskich (w latach 1952–1960). W roku 1950 zdobył złoto, a w 1954 srebro podczas mistrzostw Europy. Reprezentant Norwegii w meczach międzypaństwowych m.in. przeciwko Polsce. Dwa razy w karierze poprawiał rekord świata w rzucie młotem doprowadzając go do wyniku 62,36 m. W latach 1949–1962 aż dwadzieścia jeden razy bił rekord Norwegii. Rekord życiowy: 63,88 m (25 lipca 1962, Trondheim).

## Osiągnięcia
| Rok  | Impreza                | Miejsce   | Pozycja           | Wynik |
| ---- | ---------------------- | --------- | ----------------- | ----- |
| 1950 | Mistrzostwa Europy     | Bruksela  | 1. miejsce        | 55,71 |
| 1952 | Igrzyska olimpijskie   | Helsinki  | 7. miejsce        | 56,36 |
| 1954 | Mistrzostwa Europy     | Berno     | 2. miejsce        | 61,07 |
| 1955 | Mecz Polska – Norwegia | Poznań    | 2. miejsce        | 59,75 |
| 1956 | Mecz Norwegia – Polska | Oslo      | 2. miejsce        | 61,77 |
| 1956 | Igrzyska olimpijskie   | Melbourne | 8. miejsce        | 59,21 |
| 1957 | Mecz Norwegia – Polska | Oslo      | 3. miejsce        | 60,16 |
| 1960 | Igrzyska olimpijskie   | Rzym      | 11. miejsce       | 63,05 |
| 1962 | Mistrzostwa Europy     | Belgrad   | el. – 13. miejsce | 61,78 |